# Nicolas Charbonnier
Nicolas Charbonnier (Roubaix, 7 de setembro de 1959) é um velejador francês, medalhista olímpico, quatro vezes campeão mundial e três vezes europeu, na classe 470.

## Carreira
Nicolas Charbonnier representou seu país nos Jogos Olímpicos de 2008, na qual conquistou a medalha de bronze em 2008.